# Reap
Reap è un singolo dei The Red Jumpsuit Apparatus, il primo estratto dal terzo album in studio Am I the Enemy, pubblicato il 26 aprile 2011.

## Classifiche
| Classifica (2011)         | Posizione massima |
| ------------------------- | ----------------- |
| Stati Uniti (active rock) | 36                |